# Заставе (Білгорайський повіт)
Заставе (пол. Zastawie) — село в Польщі, у гміні Горай Білґорайського повіту Люблінського воєводства.
Населення — 569 осіб (2011).
У 1975-1998 роках село належало до Замойського воєводства.

## Демографія
Демографічна структура станом на 31 березня 2011 року:
|          | Загалом | Допрацездатний вік | Працездатний вік | Постпрацездатний вік |
| -------- | ------- | ------------------ | ---------------- | -------------------- |
| Чоловіки | 274     | 46                 | 188              | 40                   |
| Жінки    | 295     | 51                 | 152              | 92                   |
| Разом    | 569     | 97                 | 340              | 132                  |